# NSハートフルサービス関西
NSハートフルサービス関西株式会社（えぬえすハートフルサービスかんさい、英称:  NS HEARTFUL SERVICE KANSAI  CO.,LTD.）は、東京都千代田区に本社を置く、日本製鉄の特例子会社である。

## 事業内容

### 清掃事業
兵庫県尼崎市にある日本製鉄株式会社の社員寮（400名)の管理、清掃。